# Botia rostrata
Botia rostrata е вид лъчеперка от семейство Cobitidae. Видът е уязвим и сериозно застрашен от изчезване.

## Разпространение и местообитание
Разпространен е в Бангладеш, Индия (Аруначал Прадеш, Асам, Дарджилинг, Манипур, Мегхалая, Нагаланд и Трипура) и Китай (Юннан).
Обитава сладководни басейни, пясъчни дъна на реки и потоци.

## Описание
Популацията на вида е намаляваща.